# Lakásfelújítás
A lakásfelújítás, otthonfelújítás vagy lakásrenoválás egy átalakítási folyamat, mely során egy lakást átépítenek és/vagy felújítanak.

## A lakásfelújítás típusai
Bár a lakásfelújítást általában olyan építési projektekre alkalmazzák, melyek során egy otthon belső szerkezetét alakítják át, ezeknek részei lehetnek a kerten és a külső szerkezeten végzett munkák is.
A felújítás nem korlátozódik a szerkezetre: része lehet a közművek karbantartása, javítása is, illetve a belsőépítészeti változtatások. A lakásfelújítás céljai általában a következők:

### Kényelem
- A fűtő-, szellőző- és légkondicionáló rendszerek (HVAC) fejlesztése.
- A háztartási gépek lecserélése, fejlesztése.
- Vízvezetékek, elektromos rendszerek teljesítményének növelése.
- Pincék vízszigetelése.
- A lakás helyiségeinek hangszigetelése.

### Karbantartás és javítás
A karbantartási projekteknek része lehet:
- A tető elbontása és cseréje.
- Burkolatok felújítása, cseréje.
- A szobák, falak, kerítés festése.
- Vízvezetékek és elektromos rendszerek javítása.

### Bővítés
Az élettér bővíthető
- A marginális területek élettérré alakításával, például a pince átalakításával dolgozószobává, vagy a padlás átalakításával hálószobává.
- A házhoz épített további helyiségekkel vagy egy újabb emelet hozzáadásával.

### Energiamegtakarítás
A lakás tulajdonosai csökkenthetik a rezsiköltségeket
- Energiahatékony hőszigetelés beépítésével, a nyílászárók és a világítás cseréjével.
- Megújuló energiaforrások használatával, mint a pellet kályhák, napelemek, szélturbinák, programozható termosztátok, geotermikus hőszivattyúk.
- Meglévő fűtési rendszer korszerűsítése, energiatakarékos kazánok beépítése.

### Biztonság
- Telepíthetőek különféle biztonsági rendszerek, például:
- Tűz- és betörésriasztó rendszerek
- Tűzoltó rendszerek
- Biztonsági ajtók, ablakok és redőnyök
- Óvóhelyek, pánikszobák
- Tartalék generátorok áramszünet esetére

## Kivitelezés
A lakásfelújítás általában háromféleképpen valósítható meg: általános kivitelező segítségével, specializálódott mesteremberek felfogadásával, illetve ha a munkát maga a tulajdonos végzi el.
Az általános kivitelező felügyeli a lakásfelújítási projektet, amelyben több szakember is részt vesz. Az általános kivitelező projektmenedzserként tevékenykedik, hozzáférést ad a felújítandó épülethez, elszállítja a törmeléket, megtervezi a munkarendet és a munka bizonyos részeit is elvégezheti.
A tulajdonosok az általános kivitelezőt kihagyva maguk is felfogadhatnak szakembereket, például vízvezeték-szerelőket, villanyszerelőket vagy tetőfedőket.
A tulajdonosok „csináld magad” projektként is levégezhetik a felújítást, a nemzetközi és hazai piacon is találhatóak olyan üzletek, amelyek kifejezetten az ilyen projektekhez kínálnak alapanyagokat és szerszámokat. Egyes üzletek oktatást is vállalnak, illetve szakkönyveket adnak ki a témában.

## Lakásfelújítási piac
A lakásfelújítások pontos számáról Magyarországon, illetve azok műszaki tartalmáról a Központi Statisztikai Hivatal nem vezet statisztikát.
2015-ben az OTP Lakástakarék ügyfelei közül korábbi lakáscélú hitelek 74 százaléka használta fel megtakarítását lakásfelújítási munkálatokra. A szakemberek szerint a felújítás ára 2016-ban helyiségenként 2,15-2 millió forintba kerülhet, a bővítés költsége a felhasznált anyagok, az épület és a kiindulási állapot függvényében négyzetméterenként körülbelül 300 ezer forint lehet.

## Fordítás
Ez a szócikk részben vagy egészben  a   Home improvement című angol Wikipédia-szócikk ezen változatának fordításán alapul.  Az eredeti cikk szerkesztőit annak laptörténete sorolja fel. Ez a jelzés csupán a megfogalmazás eredetét és a szerzői jogokat jelzi, nem szolgál a cikkben szereplő információk forrásmegjelöléseként.